# Lucas Munk Billing
Lucas Munk Billing (født 19. februar 1994) er en dansk barneskuespiller, der er bl.a. kendt for filmen De fortabte sjæles ø og for serien Mille. Han har to søstre.

## Filmografi
- De fortabte sjæles ø (2007) – Sylvester
- Mors dreng, kortfilm, (2007) - Rune
- Ekko (2007) – Simon som dreng
- Eat Shit and Die, kortfilm (2008) - Julius
- Remis, kortfilm (2009} - William som barn
- Hold om mig (2010) - Lauritz

### Tv-serier
- Danni (miniserie) (2007) – Kevin
- Album, afsnit 1, 5 (2008) – Jon Olufsen som barn
- Sommer, afsnit 16 (2008) – Dreng #1
- Mille (2009) – Tobias